# Robert Sean Leonard
Robert Sean Leonard, född 28 februari 1969 i Westwood, New Jersey, är en amerikansk skådespelare. 
Han föddes Robert Lawrence Leonard men bytte ut Lawrence mot sin brors namn, Sean. 

## Biografi
Leonard studerade historia i fem år på Fordham University. Han har också gått på The Colombia University School of General Studies and Continuing Education.
Leonard är en talangfull skådespelare som efter små roller i Deadly Game (1986) och En kille på bettet (1987) fick rollen som studenten Neil Perry i Döda poeters sällskap (1989), en roll som också blev hans stora genombrott.
Robert Sean Leonard har jobbat på Broadway i Brighton Beach Memoirs och Breaking the Code och blev nominerad till en Tony Award för sin prestation som Eugene Marchbanks i Canadia. 
Han har också medverkat i Paret Bridge (1990) Married to It (1991) som Claudio i Kenneth Branaghs version av Mycket väsen för ingenting (Much Ado about nothing från 1993) som jazzentusiast som bekämpar nazismen i Swing Kids - De sista rebellerna (1993) och som Daniel Day Lewis son i Oskuldens tid (1993). 1994 medverkade han även i I varsamma händer. 
1994 blev Leonard intervjuad av Roy Harris, i boken Conversations in the wings: Talking about acting. Boken består av tretton skådespelares syn på skådespeleri. 
Leonard har fortsatt att arbeta både på scen och på film och den evigt växande listan inkluderar den kritikerrosade You Never Can Tell (1998) och The Iceman Cometh (1999) men också The Last Days of Disco (1998) och TV-dramat A Glimpse of Hell (2001)
Emellan alla film och teaterjobb har Leonard även läst in en rad ljudböcker som inkluderar Conrad Richters A Light in the Forest (1992), Douglas Couplands Girlfriend in a Coma (1998) och Katherine Patersons Bridge to Terabithia (2001)
Robert Sean Leonard fick en Tony Award för sin roll i The Invention of Love, och han medverkade i sin första Broadwaymusikal The Music Man (2001) 
Från 2004 till 2012 spelade han Dr. James Wilson i FOX-dramat House.

## Filmografi i urval
- 1986 – Deadly Game
- 1987 – En kille på bettet
- 1989 – Döda poeters sällskap
- 1990 – Paret Bridge
- 1991 – Married to It
- 1993 – Swing Kids - De sista rebellerna
- 1993 – Mycket väsen för ingenting
- 1993 – Oskuldens tid
- 1994 – I varsamma händer
- 1996 - The Boys Next Door (TV-film)
- 1998 – The Last Days of Disco
- 2001 – Driven
- 2001 – A Glimpse of Hell
- 2004–2012 – House (TV-serie)
- 2013 – The Blacklist (TV-serie)
- 2014 – The Good Wife (TV-serie)
- 2015 – Battle Creek (TV-serie)